# Ozero Zharsor (saltsjö i Kazakstan, Qostanaj, lat 53,40, long 61,77)
Ozero Zharsor är en saltsjö i Kazakstan.   Den ligger i oblystet Qostanaj, i den nordvästra delen av landet, 700 km väster om huvudstaden Astana.